# Smaltjärnen (Leksands socken, Dalarna, 672561-143179)
Smaltjärnen är en sjö i Leksands kommun i Dalarna och ingår i Dalälvens huvudavrinningsområde.